# Ян Ши
Ян Ши (кит. трад. 楊時, упр. 杨时, пиньинь Yáng Shí) по прозванию Чжунли (кит. 中立), люди называли его «Господин с горы Гуйшань», (1053 — 1135) — мыслитель-неоконфуцианец. Вместе с Ю Цзо, Люй Далинем и Се Лянцзо причислялся почитателями к «четырём учителям школы братьев Чэн».
Имел высшую учёную степень цзиньши, служил окружным военным инспектором, рано выйдя в отставку посвятил себя учёным занятиям. По преданию был любимым учеником Чэн Хао. Учение Ян Ши почиталось сторонниками школы братьев Чэн в Юго-Восточном Китае, где он получил прозвище «истинного главы рода Чэн», то есть оценивался как прямой духовный наследник братьев Чэн.
Сочинения Ян Ши — «Да Ху Канхоу» («Ответ Ху Канхоу»), «Мэн-цзы цзе» («Разъяснение „Мэн-цзы“») и другие — сведены в сборник «Гуйшань цзи» («Собрание произведений учителя с горы Гуйшань»).